# Приветненский сельский совет (Алуштинский горсовет)
Приветненский сельский совет (укр. Привітненська сільська рада, крымскотат. Üsküt köy şurası) — административно-территориальная единица в подчинении Алуштинского городского совета АР Крым Украины (фактически до 2014 года); ранее до 1991 года — в составе Крымской области УССР в СССР, до 1954 года — в составе Крымской области РСФСР в СССР, до 1945 года — в составе Крымской АССР РСФСР в СССР. Население по переписи 2001 года — 2126 человек, площадь сельсовета 83 км². Территория бывшего сельсовета находится на юго-восточном берегу Крыма. Граничил на востоке с Судакским горсоветом, на севере — с Белогорским районом, на западе с Лучистовским сельсоветом. К 2014 году состоял из 2 сёл Приветного и Зеленогорье и не имевшего статуса самостоятельного населённого пункта курортного посёлка Канака.

## История
Ускутский сельсовет был образован в начале 1920-х годов в составе Алуштинского района. Декретом ВЦИК от 4 сентября 1924 года Алуштинский район был упразднён и совет присоединили к Карасубазарскому. По результатам всесоюзной переписи 17 декабря 1926 года Ускутский сельский совет включал единственное село Ускут с населением 2790 человек. Постановлением ВЦИК от 30 октября 1930 года был образован Алуштинский татарский национальный район (по другим данным — в 1937 году) и село, вместе с сельсоветом, передали в его состав. Указом Президиума Верховного Совета РСФСР от 21 августа 1945 года Ускутский сельсовет был переименован в Приветненский. С 25 июня 1946 года Приветненский сельсовет в составе Крымской области РСФСР, а 26 апреля 1954 года Крымская область была передана из состава РСФСР в состав УССР. На 15 июня 1960 года в составе совета числился один населённый пункт — Приветное. 1 января 1965 года, указом Президиума ВС УССР «О внесении изменений в административное районирование УССР — по Крымской области», Алуштинский район был преобразован в Алуштинский горсовет. К 1968 году в совет было передано село Зеленогорье и совет обрёл окончательный состав. С 12 февраля 1991 года сельсовет в восстановленной Крымской АССР, 26 февраля 1992 года переименованной в Автономную Республику Крым. С 21 марта 2014 года в составе Крыма аннексирован Россией. Законом «Об установлении границ муниципальных образований и статусе муниципальных образований в Республике Крым» от 4 июня 2014 года территория административной единицы была объявлена муниципальным образованием со статусом сельского поселения.